# هکتور فورت
هکتور فورت (زاده ۲ اوت ۲۰۰۶) یک بازیکن فوتبال اهل اسپانیا است. وی به عنوان مدافع برای باشگاه فوتبال بارسلونا بازی می‌کند.

## افتخارات

### باشگاهی
بارسلونا
- جام حذفی فوتبال اسپانیا(۱): ۲۵–۲۰۲۴
- سوپرجام فوتبال اسپانیا(۱): ۲۰۲۵

## منبع
1. ↑  "Summary: Héctor Fort". Soccerway.
2. ↑  "SD Logroñés 1-0 Barça Atlètic: Debut defeat". FC Barcelona (به انگلیسی). 28 August 2023.